# Andrew Norman (Komponist)

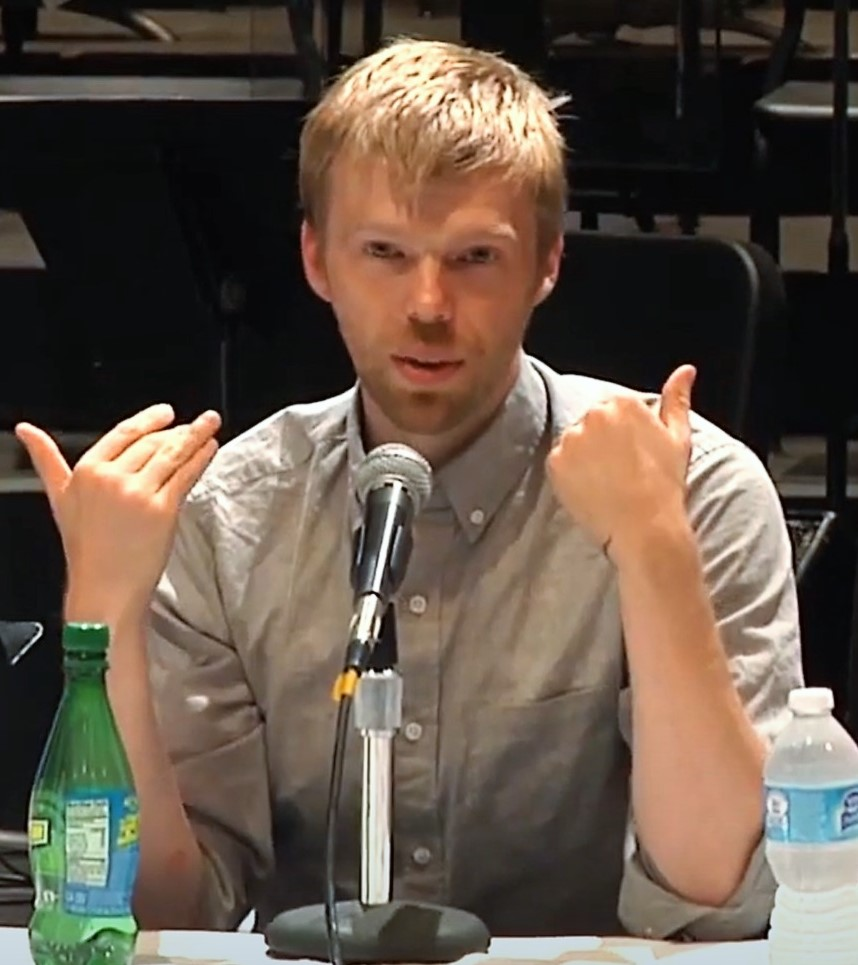
Andrew Norman, 2014

Andrew Norman (* 31. Oktober 1979 in Grand Rapids, Michigan) ist ein US-amerikanischer Komponist.

## Leben und Wirken
Norman studierte Komposition an der University of Southern California und der Yale University. Er war von 2011 bis 2013 Composer in Residence für das Boston Modern Orchestra Project. Seine Musik ist häufig von Architektur und visueller Kunst inspiriert.
Zu seinen bekanntesten Werken zählen das Streichtrio The Companion Guide to Rome, die Sinfonie Play, die Fantasie Split für Klavier und Orchester, die Kinderoper A Trip to the Moon und das Orchesterwerk Sustain.
Mit The Companion Guide to Rome war er Zweitplatzierter beim Pulitzer-Preis für Musik 2012.  Eine 2015 veröffentlichte Aufnahme seiner Sinfonie Play wurde in der New York Times als eine der besten Klassikaufnahmen des Jahres 2015 bezeichnet und für den Grammy Award for Best Contemporary Classical Composition 2016 nominiert. 2017 gewann er für Play den Grawemeyer-Award für Musikkomposition. Der Musikautor William Robin bezeichnete dieses Werk als das „beste Orchesterwerk, welches das 21. Jahrhundert bisher gesehen hat“.
Die Orchester-Fantasie Split für Klavier und Orchester komponierte Norman für Jeffrey Kahane und das New York Philharmonic Orchestra. Seine Kinderoper A Trip to the Moon wurde 2017 mit dem London Symphony Orchestra unter der Leitung von Simon Rattle erstmals aufgeführt.
2018 wurde das Orchester-Werk Sustain vom Los Angeles Philharmonic für dessen hundertjähriges Jubiläum in Auftrag gegeben. Für dieses Werk war Norman als Finalist beim Pulitzer-Preis für Musik 2019 nominiert. Außerdem brachte es ihm 2020 eine Nominierung für den Grammy Award für die beste klassische zeitgenössische Komposition ein. Zudem erhielt das Los Angeles Philharmonic den Grammy Award für die beste Orchester-Darbietung für die Aufnahme dieses Werkes aus dem Jahr 2019.

## Werke (Auswahl)

### Oper
- A Trip to the Moon, a Melodrama for Children, 2017

### Soloinstrumente
- Sabina für Geige, Bratsche oder Cello, 2008/2009
- For Ashley  für Cello, 2016

### Orchesterwerke
- Sacred Geometry, 2003
- Drip Blip Sparkle Spin Glint Glide Glow Float Flop Chop Pop Shatter Splash, 2005
- Unstuck, 2008
- The Great Swiftness für Kammerorchester, 2010
- Play, 2013, überarbeitet 2016
- Suspend für Klavier und Orchester, 2014
- Split für Klavier und Orchester, 2015
- Switch für Perkussion und Orchester, 2015
- Sustain, 2018

### Kammermusik
- Light Screens für Querflöte und Streichtrio, 2002
- Farnsworth: Four Portraits of a House für vier Klarinetten, Querflöte, Geige, Klavier und Perkussion, 2004
- Gran Turismo für Geigenoktett, 2004
- Garden of Follies für Alt-Saxophon und Klavier, 2006
- The Companion Guide to Rome für Streichtrio, 2010
- Try für großes Kammerensemble, 2011
- Peculiar Strokes für Streichquartett, 2011–2015
- Music in Circles für Querflöte, Klarinette, Trompte, Geige, Bratsche und Cello, 2012
- Mime Mime Mime für Querflöte, Klarinette, Geige, Cello, Klavier und Perkussion, 2015
- Frank’s House für zwei Klaviere und Perkussion, 2015